# Charlotte (Vermont)
Charlotte è una città degli Stati Uniti d'America, nella contea di Chittenden, nello Stato del Vermont. La popolazione era di 3.754 abitanti nel censimento del 2010.